# Badminton 2023
Höhepunkte des Badmintonjahres 2023 waren der Sudirman Cup und die Weltmeisterschaften. Bei Multisportveranstaltungen stand Badminton bei den Europaspielen, den Panamerikaspielen und den Südostasienspielen im Programm.
== BWF World Tour 1000, 750 und 500 ==
| Veranstaltung         | Report            | Herreneinzel       | Dameneinzel              | Herrendoppel                          | Damendoppel                                 | Mixed                                          |
| World Tour Finals     | World Tour Finals | World Tour Finals  | World Tour Finals        | World Tour Finals                     | World Tour Finals                           | World Tour Finals                              |
| --------------------- | ----------------- | ------------------ | ------------------------ | ------------------------------------- | ------------------------------------------- | ---------------------------------------------- |
| BWF World Tour Finals | Report            | Viktor Axelsen     | Tai Tzu-ying             | Kang Min-hyuk Seo Seung-jae           | Chen Qingchen Jia Yifan                     | Zheng Siwei Huang Yaqiong                      |
| Super 1000            |                   |                    |                          |                                       |                                             |                                                |
| Malaysia Open         | Report            | Viktor Axelsen     | Akane Yamaguchi          | Fajar Alfian Muhammad Rian Ardianto   | Chen Qingchen Jia Yifan                     | Zheng Siwei Huang Yaqiong                      |
| All England           | Report            | Li Shifeng         | An Se-young              | Fajar Alfian Muhammad Rian Ardianto   | Kim So-young Kong Hee-yong                  | Zheng Siwei Huang Yaqiong                      |
| Indonesia Open        | Report            | Viktor Axelsen     | Chen Yufei               | Satwiksairaj Rankireddy Chirag Shetty | Baek Ha-na Lee So-hee                       | Zheng Siwei Huang Yaqiong                      |
| China Open            | Report            | Viktor Axelsen     | An Se-young              | Liang Weikeng Wang Chang              | Chen Qingchen Jia Yifan                     | Seo Seung-jae Chae Yoo-jung                    |
| Super 750             |                   |                    |                          |                                       |                                             |                                                |
| India Open            | Report            | Kunlavut Vitidsarn | An Se-young              | Liang Weikeng Wang Chang              | Nami Matsuyama Chiharu Shida                | Yuta Watanabe Arisa Higashino                  |
| Singapore Open        | Report            | Anthony Ginting    | An Se-young              | Takuro Hoki Yugo Kobayashi            | Chen Qingchen Jia Yifan                     | Mathias Christiansen Alexandra Bøje            |
| Japan Open            | Report            | Viktor Axelsen     | An Se-young              | Lee Yang Wang Chi-lin                 | Kim So-young Kong Hee-yong                  | Yuta Watanabe Arisa Higashino                  |
| Denmark Open          | Report            | Weng Hongyang      | Chen Yufei               | Aaron Chia Soh Wooi Yik               | Chen Qingchen Jia Yifan                     | Feng Yanzhe Huang Dongping                     |
| French Open           | Report            | Jonatan Christie   | Chen Yufei               | Kim Astrup Anders Skaarup Rasmussen   | Liu Shengshu Tan Ning                       | Jiang Zhenbang Wei Yaxin                       |
| China Masters         | Report            | Kodai Naraoka      | Chen Yufei               | Liang Weikeng Wang Chang              | Nami Matsuyama Chiharu Shida                | Zheng Siwei Huang Yaqiong                      |
| Super 500             |                   |                    |                          |                                       |                                             |                                                |
| Indonesian Masters    | Report            | Jonatan Christie   | An Se-young              | Leo Rolly Carnando Daniel Marthin     | Liu Shengshu Zhang Shuxian                  | Feng Yanzhe Huang Dongping                     |
| Malaysia Masters      | Report            | H. S. Prannoy      | Akane Yamaguchi          | Kang Min-hyuk Seo Seung-jae           | Baek Ha-na Lee So-hee                       | Dechapol Puavaranukroh Sapsiree Taerattanachai |
| Thailand Open         | Report            | Kunlavut Vitidsarn | An Se-young              | Liang Weikeng Wang Chang              | Kim So-young Kong Hee-yong                  | Kim Won-ho Jeong Na-eun                        |
| Canada Open           | Report            | Lakshya Sen        | Akane Yamaguchi          | Kim Astrup Anders Skaarup Rasmussen   | Nami Matsuyama Chiharu Shida                | Hiroki Midorikawa Natsu Saito                  |
| Korea Open            | Report            | Anders Antonsen    | An Se-young              | Satwiksairaj Rankireddy Chirag Shetty | Chen Qingchen Jia Yifan                     | Feng Yanzhe Huang Dongping                     |
| Australia Open        | Report            | Weng Hongyang      | Zhang Beiwen             | Kang Min-hyuk Seo Seung-jae           | Kim So-young Kong Hee-yong                  | Feng Yanzhe Huang Dongping                     |
| Hong Kong Open        | Report            | Jonatan Christie   | Akane Yamaguchi          | Kim Astrup Anders Skaarup Rasmussen   | Apriyani Rahayu Siti Fadia Silva Ramadhanti | Guo Xinwa Wei Yaxin                            |
| Arctic Open           | Report            | Lee Zii Jia        | Han Yue                  | Kim Astrup Anders Skaarup Rasmussen   | Liu Shengshu Tan Ning                       | Feng Yanzhe Huang Dongping                     |
| Japan Masters         | Report            | Viktor Axelsen     | Gregoria Mariska Tunjung | He Jiting Ren Xiangyu                 | Zhang Shuxian Zheng Yu                      | Zheng Siwei Huang Yaqiong                      |

## Jahresterminkalender
| Datum                      | Veranstaltung                                  | Ort                   | Typ                                         |
| -------------------------- | ---------------------------------------------- | --------------------- | ------------------------------------------- |
| 10. – 15. Januar           | Malaysia Open                                  | Kuala Lumpur          | BWF Super 1000                              |
| 12. – 15. Januar           | Estonian International                         | Tallinn               | International Series                        |
| 16. – 22. Januar           | Sri-lankische Meisterschaft 2022               | Colombo               | Nationale Meisterschaft                     |
| 17. – 22. Januar           | India Open                                     | Neu-Delhi             | BWF Super 750                               |
| 24. – 29. Januar           | Indonesian Masters                             | Jakarta               | BWF Super 500                               |
| 26. – 29. Januar           | Iceland International                          | Reykjavík             | Future Series                               |
| 26. – 29. Januar           | Mexikanische Meisterschaft 2022                | Guadalajara           | Nationale Meisterschaft                     |
| 27. – 29. Januar           | Swedish Juniors                                | Uppsala               | Junior International Series                 |
| 27. – 29. Januar           | French International Borders                   | Schiltigheim          | U11, U13, U15                               |
| 27. – 29. Januar           | Swedish International U17                      | Uppsala               | BEC U17                                     |
| 31. – 5. Februar           | Thailand Masters                               | Bangkok               | BWF Super 300                               |
| 31. Januar – 5. Februar    | Iran Fajr International                        | Teheran               | International Challenge                     |
| 1. – 4. Februar            | Kanadische Meisterschaft                       | Winnipeg              | Nationale Meisterschaft                     |
| 2. – 4. Februar            | Finnische Meisterschaft                        | Vantaa                | Nationale Meisterschaft                     |
| 2. – 5. Februar            | Bulgarische Meisterschaft                      | Sofia                 | Nationale Meisterschaft                     |
| 2. – 5. Februar            | Deutsche Meisterschaft                         | Bielefeld             | Nationale Meisterschaft                     |
| 2. – 5. Februar            | Estnische Meisterschaft                        | Tartu                 | Nationale Meisterschaft                     |
| 2. – 5. Februar            | Französische Meisterschaft                     | Cesson-Sévigné        | Nationale Meisterschaft                     |
| 2. – 5. Februar            | Schottische Meisterschaft                      | Glasgow               | Nationale Meisterschaft                     |
| 3. – 5. Februar            | Englische Meisterschaft                        | Nottingham            | Nationale Meisterschaft                     |
| 3. – 5. Februar            | Niederländische Meisterschaft                  | Almere                | Nationale Meisterschaft                     |
| 3. – 5. Februar            | Norwegische Meisterschaft                      | Kristiansand          | Nationale Meisterschaft                     |
| 3. – 5. Februar            | Österreichische Meisterschaft                  | Wien                  | Nationale Meisterschaft                     |
| 4. – 5. Februar            | Belgische Meisterschaft                        | Gembloux              | Nationale Meisterschaft                     |
| 4. – 5. Februar            | Irische Meisterschaft                          | Dublin                | Nationale Meisterschaft                     |
| 4. – 5. Februar            | Kroatische Meisterschaft                       | Zagreb                | Nationale Meisterschaft                     |
| 4. – 5. Februar            | Lettische Meisterschaft                        | Ķekava                | Nationale Meisterschaft                     |
| 4. – 5. Februar            | Luxemburgische Meisterschaft                   | Junglinster           | Nationale Meisterschaft                     |
| 4. – 5. Februar            | Schweizer Meisterschaft                        | Widen                 | Nationale Meisterschaft                     |
| 4. – 5. Februar            | Slowenische Meisterschaft                      | Kungota               | Nationale Meisterschaft                     |
| 3. – 5. Februar            | Tschechische Meisterschaft                     | České Budějovice      | Nationale Meisterschaft                     |
| 4. – 5. Februar            | Ungarische Meisterschaft                       | Cegléd                | Nationale Meisterschaft                     |
| 4. – 5. Februar            | Walisische Meisterschaft                       | Cardiff               | Nationale Meisterschaft                     |
| 8. – 11. Februar           | Dänische Meisterschaft                         | Esbjerg               | Nationale Meisterschaft                     |
| 9. – 12. Februar           | Hungarian Juniors                              | Pécs                  | Junior International Series                 |
| 13. – 16. Februar          | Mannschaftsafrikameisterschaft                 | Johannesburg          | Kontinentalmeisterschaft                    |
| 13. – 16. Februar          | Ozeanienmeisterschaft                          | North Shore City      | Kontinentalmeisterschaft                    |
| 14. – 18. Februar          | Mannschaftseuropameisterschaft                 | Aire-sur-la-Lys       | BEC Event                                   |
| 17. – 19. Februar          | Mannschaftsozeanienmeisterschaft               | North Shore City      | Kontinentalmeisterschaft                    |
| 14. – 19. Februar          | Juniorenozeanienmeisterschaft                  | North Shore City      | Kontinentalmeisterschaft                    |
| 17. – 19. Februar          | Mannschaftspanamerikameisterschaft             | Guadalajara           | Kontinentalmeisterschaft                    |
| 17. – 19. Februar          | Afrikameisterschaft                            | Johannesburg          | Kontinentalmeisterschaft                    |
| 20. – 26. Februar          | Spanish Para Badminton International           | Vitoria               | International Level 2                       |
| 23. – 26. Februar          | Uganda International Challenge                 | Kampala               | International Challenge                     |
| 24. – 26. Februar          | Italian Juniors                                | Mailand               | Junior International Challenge              |
| 24. – 26. Februar          | Dave Freeman Open                              | San Diego             | Internationale Meisterschaft                |
| 22. – 28. Februar          | Indische Meisterschaft                         | Pune                  | Nationale Meisterschaft                     |
| 27. Februar – 1. März      | Uganda Juniors                                 | Kampala               | Junior Future Series                        |
| 28. Februar – 5. März      | Canada Games                                   | Charlottetown         | Multi-Sport-Event                           |
| 1. – 5. März               | Spanish Para Badminton International           | Toledo                | International Level 1                       |
| 1. – 5. März               | Dutch Juniors                                  | Haarlem               | Junior International Grand Prix             |
| 7. – 12. März              | Thailand International                         | Nakhon Ratchasima     | International Challenge                     |
| 7. – 12. März              | German Open                                    | Mülheim an der Ruhr   | BWF Super 300                               |
| 8. – 12. März              | Portugal International                         | Caldas da Rainha      | International Series                        |
| 8. – 12. März              | German Juniors                                 | Berlin                | Junior International Grand Prix             |
| 13. – 17. März             | Barbadische Meisterschaft                      | St. Michael           | Nationale Meisterschaft                     |
| 14. – 19. März             | All England                                    | Birmingham            | BWF Super 1000                              |
| 14. – 19. März             | Ruichang China Masters                         | Ruichang              | BWF Super 100                               |
| 14. – 19. März             | Giraldilla                                     | Havanna               | Future Series                               |
| 17. – 19. März             | Spanish Junior Open                            | Oviedo                | Junior International Series                 |
| 21. – 26. März             | Vietnam International Challenge                | Hanoi                 | International Challenge                     |
| 21. – 26. März             | Swiss Open                                     | Basel                 | BWF Super 300                               |
| 22. – 26. März             | Polish Open                                    | Tarnów                | International Challenge                     |
| 28. März – 2. April        | Spain Masters                                  | Madrid                | BWF Super 300                               |
| 30. März – 1. April        | Israel Juniors                                 | Rischon LeZion        | Junior International Series                 |
| 30. März – 1. April        | Czech International U17                        | Český Krumlov         | BEC U17                                     |
| 4. – 9. April              | Osaka International                            | Moriguchi             | International Challenge                     |
| 4. – 9. April              | Orléans Masters                                | Orléans               | BWF Super 300                               |
| 6. – 9. April              | Alpes International U19                        | Voiron                | Junior International Series                 |
| 10. – 16. April            | Brazil Para Badminton International            | São Paulo             | International Level 2                       |
| 13. – 16. April            | Dutch International                            | Wateringen            | International Series                        |
| 20. – 22. April            | France U17 Open                                | Aire-sur-la-Lys       | BEC U17                                     |
| 21. – 23. April            | Cyprus Juniors                                 | Nicosia               | Junior International Series                 |
| 26. – 29. April            | Panamerikameisterschaft                        | Kingston              | Kontinentalmeisterschaft                    |
| 26. – 29. April            | Australische Meisterschaft                     | Bendigo               | Nationale Meisterschaft                     |
| 26. – 29. April            | Isländische Meisterschaft                      | Reykjavík             | Nationale Meisterschaft                     |
| 27. – 29. April            | Israelische Meisterschaft                      | Daliyat al-Karmel     | Nationale Meisterschaft                     |
| 25. – 30. April            | Asienmeisterschaft                             | Dubai                 | Kontinentalmeisterschaft                    |
| 2. – 7. Mai                | Mexican International Challenge                | Guadalajara           | International Challenge                     |
| 4. – 7. Mai                | Luxembourg Open                                | Luxemburg             | International Series                        |
| 5. – 7. Mai                | Stockholm Juniors                              | Stockholm             | Junior International Series                 |
| 5. – 7. Mai                | Austrian Senior Open                           | St. Pölten            | 35+, 40+, 45+, 50+, 55+, 60+, 65+, 70+, 75+ |
| 9. – 14. Mai               | Thailand Para Badminton International          | Pattaya               | International Level 2                       |
| 11. – 14. Mai              | Swedish Open                                   | Uppsala               | International Series                        |
| 12. – 14. Mai              | 3 Borders International                        | Saint-Louis           | Junior International Series                 |
| 8. – 14. Mai               | Südostasienspiele                              | Phnom Penh            | Multi-Sport-Event                           |
| 14. – 21. Mai              | Sudirman Cup                                   | Suzhou                | BWF Event                                   |
| 17. – 20. Mai              | Slovenia Open                                  | Maribor               | International Challenge                     |
| 17. – 23. Mai              | Bahrain Para Badminton International           | Manama                | International Level 2                       |
| 23. – 28. Mai              | Malaysia Masters                               | Kuala Lumpur          | BWF Super 500                               |
| 25. – 28. Mai              | Austrian Open                                  | Graz                  | International Series                        |
| 30. Mai – 4. Juni          | Thailand Open                                  | Bangkok               | BWF Super 500                               |
| 31. Mai – 3. Juni          | Kazakhstan Future Series                       | Schymkent             | Future Series                               |
| 31. Mai – 3. Juni          | Bonn International                             | Bonn                  | Future Series                               |
| 31. Mai – 4. Juni          | Chile International                            | Santiago de Chile     | Future Series                               |
| 1. – 4. Juni               | Italian International                          | Mailand               | International Challenge                     |
| 1. – 4. Juni               | Czech Youth International                      | Prag                  | U9, U11, U13, U15                           |
| 5. – 10. Juni              | Maldives International Challenge               | Malé                  | International Challenge                     |
| 6. – 11. Juni              | Northern Marianas Open                         | Saipan                | International Challenge                     |
| 6. – 11. Juni              | Singapore Open 2023                            | Singapur              | BWF Super 750                               |
| 7. – 11. Juni              | Santo Domingo Open                             | Santo Domingo         | International Series                        |
| 8. – 11. Juni              | Denmark Masters                                | Hillerød              | International Challenge                     |
| 8. – 11. Juni              | Lithuanian International                       | Panevėžys             | Future Series                               |
| 9. – 11. Juni              | Spanish Juniors                                | El Campello           | Junior International Series                 |
| 12. – 15. Juni             | Bulgarian Juniors                              | Swilengrad            | Junior International Series                 |
| 13. – 18. Juni             | Saipan International                           | Saipan                | International Challenge                     |
| 13. – 18. Juni             | Indonesia Open                                 | Jakarta               | BWF Super 1000                              |
| 14. – 18. Juni             | Canada Para Badminton International            | Ottawa                | International Level 1                       |
| 14. – 18. Juni             | Guatemala Juniors                              | Guatemala-Stadt       | Junior Future Series                        |
| 14. – 18. Juni             | Peru Future Series                             | Lima                  | Future Series                               |
| 15. – 18. Juni             | Nantes International                           | Rezé                  | International Challenge                     |
| 19. – 23. Juni             | Europapokal                                    | Oviedo                | BEC Event                                   |
| 17. – 24. Juni             | Special Olympics World Summer Games            | Berlin                | Multi-Sport-Event                           |
| 20. – 25. Juni             | Chinese Taipei Open                            | Taipeh                | BWF Super 300                               |
| 20. – 25. Juni             | Guatemala Future Series                        | Guatemala-Stadt       | Future Series                               |
| 20. – 25. Juni             | Mongolia Juniors                               | Ulaanbaatar           | Junior International Series                 |
| 20. – 25. Juni             | Hangzhou China International                   | Hangzhou              | International Challenge                     |
| 22. – 25. Juni             | Serbian Youth International                    | Novi Sad              | U9, U11, U13, U15, BEC U17                  |
| 27. – 30. Juni             | African Beach Games                            | Hammamet              | Kontinentalmeisterschaft                    |
| 26. Juni – 2. Juli         | Europaspiele                                   | Tarnów                | Kontinentalmeisterschaft                    |
| 27. Juni – 2. Juli         | Mongolia International                         | Ulaanbaatar           | International Challenge                     |
| 3. – 9. Juli               | Uganda Para Badminton International            | Kampala               | International Level 3                       |
| 4. – 9. Juli               | Canada Open                                    | Calgary               | BWF Super 500                               |
| 6. – 9. Juli               | Nouvelle-Aquitaine Future Series               | Pessac                | Future Series                               |
| 9. – 14. Juli              | Island Games                                   | Guernsey              | Kontinentalmeisterschaft                    |
| 7. – 16. Juli              | Junioren-Badmintonasienmeisterschaft           | Yogyakarta            | Kontinentalmeisterschaft                    |
| 11. – 16. Juli             | US Open                                        | Texas                 | BWF Super 300                               |
| 11. – 16. Juli             | Parabadminton-Afrikameisterschaft              | Kampala               | Kontinentalmeisterschaft                    |
| 13. – 21. Juli             | Junioren-Badmintonpanamerikameisterschaft      | Lima                  | Kontinentalmeisterschaft                    |
| 18. – 23. Juli             | Korea Open                                     | Seoul                 | BWF Super 500                               |
| 18. – 23. Juli             | Jaya Raya Juniors                              | Tangerang Selatan     | Junior International Grand Prix             |
| 20. – 23. Juli             | Mauritius International                        | Beau Bassin-Rose Hill | International Series                        |
| 25. – 30. Juli             | Japan Open                                     | Tokio                 | BWF Super 750                               |
| 26. – 30. Juli             | All England Juniors                            | Birmingham            | Junior International Series                 |
| 26. – 30. Juli             | Réunion Open                                   | Saint-Denis           | International Challenge                     |
| 28. Juli – 8. August       | World University Games                         | Chengdu               | Hochschulsport                              |
| 1. – 6. August             | Australia Open                                 | Sydney                | BWF Super 500                               |
| 2. – 6. August             | Argentina International                        | Buenos Aires          | Future Series                               |
| 7. – 11. August            | Tajikistan International                       | Duschanbe             | International Series                        |
| 4. – 12. August            | Jugendeuropameisterschaft                      | Vilnius               | BEC Event                                   |
| 8. – 13. August            | New Zealand Open                               | Auckland              | BWF Super 300                               |
| 9. – 13. August            | Brazil International Series                    | Foz do Iguaçu         | International Series                        |
| 15. – 19. August           | Paraguay International                         | Ciudad del Este       | International Series                        |
| 15. – 20. August           | Maldives International                         | Malé                  | International Series                        |
| 18. – 20. August           | French U17 International                       | Talence               | U17                                         |
| 21. – 27. August           | Weltmeisterschaft                              | Kopenhagen            | BWF Event                                   |
| 22. – 27. August           | Trinidad and Tobago International              | Tacarigua             | International Series                        |
| 22. – 27. August           | Indian Juniors                                 | Hyderabad             | Junior International Series                 |
| 24. – 27. August           | Danish Junior Cup                              | Hvidovre              | Junior International Series                 |
| 24. – 27. August           | Cameroon International                         | Yaoundé               | International Series                        |
| 30. August – 2. September  | Lagos International                            | Surulere              | International Challenge                     |
| 25. August – 3. September  | Indian Ocean Island Games                      | Antananarivo          | Kontinentalmeisterschaft                    |
| 29. August – 3. September  | Mexico Future Series                           | Mexiko-Stadt          | Future Series                               |
| 29. August – 3. September  | Indonesia International Challenge              | Medan                 | International Challenge                     |
| 30. August – 3. September  | Latvia International                           | Riga                  | Future Series                               |
| 1. – 3. September          | Irish Juniors                                  | Dublin                | Junior International Series                 |
| 1. – 3. September          | Mirna U17 International                        | Mirna                 | BEC U17                                     |
| 5. – 10. September         | China Open                                     | Changzhou             | BWF Super 1000                              |
| 5. – 10. September         | Indonesia Masters Super 100                    | Medan                 | BWF Super 100                               |
| 5. – 10. September         | Guatemala International                        | Guatemala-Stadt       | International Challenge                     |
| 5. – 10. September         | Malaysian Juniors                              | Perlis                | Junior International Challenge              |
| 7. – 10. September         | Slovenia Future Series                         | Otočec                | Future Series                               |
| 7. – 10. September         | Polish Junior Open                             | Gniezno               | Junior International Challenge              |
| 11. – 13. September        | Benin Juniors                                  | Ouidah                | Junior Future Series                        |
| 13. – 16. September        | Belgian International                          | Leuven                | International Challenge                     |
| 11. – 17. September        | Seniorenweltmeisterschaft                      | Jeonju                | 35+, 40+, 45+, 50+, 55+, 60+, 65+, 70+, 75+ |
| 12. – 17. September        | Vietnam Open                                   | Ho-Chi-Minh-Stadt     | BWF Super 100                               |
| 12. – 17. September        | Hong Kong Open                                 | Hongkong              | BWF Super 500                               |
| 17. – 19. September        | Slovenian Juniors                              | Mirna                 | Junior International Series                 |
| 19. – 24. September        | Bahrain Juniors                                | Manama                | Junior International Series                 |
| 19. – 24. September        | Thailand International Series                  | Nonthaburi            | International Series                        |
| 20. – 24. September        | Peru International                             | Lima                  | International Series                        |
| 20. – 24. September        | Polish International                           | Lublin                | International Series                        |
| 22. – 24. September        | Belgian Juniors                                | Herstal               | Junior International Series                 |
| 22. – 24. September        | Zagreb U17 Open                                | Zagreb                | BEC U17                                     |
| 26. September – 1. Oktober | Kaohsiung Masters                              | Kaohsiung             | BWF Super 100                               |
| 28. September – 1. Oktober | Kampala International                          | Kampala               | Future Series                               |
| 28. September – 1. Oktober | Croatian International                         | Zagreb                | Future Series                               |
| 29. September – 1. Oktober | Slovak Youth International                     | Trenčín               | BEC U17                                     |
| 28. September – 8. Oktober | Asienspiele                                    | Hangzhou              | Kontinentalmeisterschaft                    |
| 25. September – 7. Oktober | Juniorenweltmeisterschaft                      | Spokane               | BWF Event                                   |
| 29. September – 1. Oktober | Parabadminton-Ozeanienmeisterschaft            | Perth                 | Kontinentalmeisterschaft                    |
| 2. – 6. Oktober            | Western Australia Para Badminton International | Perth                 | Level 2                                     |
| 3. – 8. Oktober            | Malaysia International Series                  | Sabah                 | International Series                        |
| 3. – 8. Oktober            | Venezuela International                        | Maracay               | International Series                        |
| 5. – 8. Oktober            | Bulgarian International                        | Sofia                 | Future Series                               |
| 5. – 8. Oktober            | Uganda International                           | Kampala               | International Series                        |
| 5. – 8. Oktober            | Scottish Open                                  | Glasgow               | International Challenge                     |
| 7. – 8. Oktober            | Croatian Juniors                               | Dubrovnik             | Junior International Challenge              |
| 10. – 15. Oktober          | Finnish Open                                   | Vantaa                | BWF Super 500                               |
| 11. – 15. Oktober          | Bendigo International                          | Bendigo               | International Challenge                     |
| 11. – 15. Oktober          | Dutch Open                                     | ’s-Hertogenbosch      | International Challenge                     |
| 11. – 15. Oktober          | German Ruhr U17 International                  | Mülheim an der Ruhr   | Junior International Challenge              |
| 11. – 15. Oktober          | German Ruhr U19 International                  | Mülheim an der Ruhr   | Junior International Challenge              |
| 11. – 15. Oktober          | Peru International Series                      | Lima                  | International Series                        |
| 12. – 15. Oktober          | Egypt International                            | Kairo                 | International Series                        |
| 13. – 15. Oktober          | Iberoamerikanische Meisterschaft               | Lima                  | Kontinentalmeisterschaft                    |
| 14. – 15. Oktober          | West of Scotland Championships                 | Glasgow               | Nationale Meisterschaft                     |
| 16. – 19. Oktober          | Iran Juniors                                   | n/a                   | Junior International Challenge              |
| 19. – 21. Oktober          | Denmark Juniors                                | Odense                | Junior International Series                 |
| 19. – 21. Oktober          | Santo Domingo Juniors                          | San Pedro de Macorís  | Junior Future Series                        |
| 17. – 22. Oktober          | Sydney International                           | Sydney                | International Series                        |
| 17. – 22. Oktober          | Denmark Open                                   | Odense                | BWF Super 750                               |
| 17. – 22. Oktober          | Surabaya International                         | Surabaya              | International Challenge                     |
| 17. – 22. Oktober          | Abu Dhabi Masters                              | Abu Dhabi             | BWF Super 100                               |
| 17. – 22. Oktober          | Juniorenasienmeisterschaft U15                 | Chengdu               | Kontinentalmeisterschaft                    |
| 17. – 22. Oktober          | Juniorenasienmeisterschaft U17                 | Chengdu               | Kontinentalmeisterschaft                    |
| 19. – 22. Oktober          | Czech Open                                     | Prag                  | International Series                        |
| 19. – 22. Oktober          | Algeria International                          | El Biar               | International Series                        |
| 21. – 25. Oktober          | Panamerikanische Spiele                        | Santiago de Chile     | Multi-Sport-Event                           |
| 24. – 27. Oktober          | Dominican Open                                 | San Pedro de Macorís  | Future Series                               |
| 20. – 28. Oktober          | Para-Asienspiele                               | Hangzhou              | Kontinentalmeisterschaft                    |
| 24. – 29. Oktober          | French Open                                    | Paris                 | BWF Super 750                               |
| 24. – 29. Oktober          | Indonesia Masters Super 100 II                 | Surabaya              | BWF Super 100                               |
| 24. – 29. Oktober          | India International Challenge                  | Bengaluru             | International Challenge                     |
| 25. – 29. Oktober          | North Harbour International                    | Auckland              | International Challenge                     |
| 26. – 29. Oktober          | Israel International                           | Kibbutz Hatzor        | Future Series                               |
| 28. – 29. Oktober          | Serbische Meisterschaft                        | Belgrad               | Nationale Meisterschaft                     |
| 1. – 4. November           | Hungarian International                        | Budapest              | International Series                        |
| 31. Oktober – 5. November  | Mexican Juniors                                | Mexiko-Stadt          | Junior Future Series                        |
| 31. Oktober – 5. November  | Hylo Open                                      | Saarbrücken           | BWF Super 300                               |
| 31. Oktober – 5. November  | Malaysia Masters Super 100                     | Kuala Lumpur          | BWF Super 100                               |
| 31. Oktober – 5. November  | India Chattisgarh International                | Raipur                | International Challenge                     |
| 3. – 5. November           | Lithuanian Juniors                             | Vilnius               | Junior International Series                 |
| 7. – 12. November          | Korea Masters                                  | Gwangju               | BWF Super 300                               |
| 7. – 12. November          | Vietnam International Series                   | Ninh Bình             | International Series                        |
| 7. – 12. November          | Thailand Juniors                               | Bangkok               | Junior International Series                 |
| 8. – 12. November          | Guatemala International Series                 | Guatemala-Stadt       | International Series                        |
| 9. – 12. November          | Norwegian International                        | Sandefjord            | International Series                        |
| 10. – 12. November         | Polish Juniors                                 | Białystok             | Junior International Series                 |
| 13. – 16. November         | Spanish International                          | Blanca Dona           | Future Series                               |
| 15. – 18. November         | Irish Open                                     | Dublin                | International Challenge                     |
| 14. – 19. November         | Malaysia International Challenge               | Ipoh                  | International Challenge                     |
| 14. – 19. November         | Bahrain International                          | Manama                | International Series                        |
| 14. – 19. November         | Japan Masters                                  | Kumamoto              | BWF Super 500                               |
| 15. – 19. November         | Suriname International                         | Paramaribo            | International Series                        |
| 16. – 19. November         | Zambia International                           | Lusaka                | International Series                        |
| 17. – 19. November         | Czech Juniors                                  | Orlová                | Junior International Series                 |
| 17. – 19. November         | Spanish Junior International U17               | Blanca Dona           | BEC U17                                     |
| 17. – 19. November         | Swedish Youth Games                            | Malmö                 | BEC U17                                     |
| 21. – 26. November         | Bahrain International Challenge                | Manama                | International Challenge                     |
| 21. – 26. November         | Mexico International                           | Mexiko-Stadt          | International Series                        |
| 21. – 26. November         | China Masters                                  | Shenzhen              | BWF Super 750                               |
| 22. – 26. November         | Slovenian International                        | Ljubljana             | International Series                        |
| 23. – 26. November         | Botswana International                         | Gaborone              | Future Series                               |
| 24. – 26. November         | Portugal Open U17                              | Caldas da Rainha      | BEC U17                                     |
| 24. – 26. November         | Slovak Juniors                                 | Trenčín               | Junior International Series                 |
| 27. November – 3. Dezember | Korea Juniors                                  | Miryang               | Junior International Challenge              |
| 28. November – 2. Dezember | Welsh International                            | Cardiff               | International Challenge                     |
| 28. November – 3. Dezember | El Salvador International                      | San Salvador          | International Challenge                     |
| 28. November – 3. Dezember | Syed Modi International                        | Lucknow               | BWF Super 300                               |
| 30. November – 3. Dezember | South Africa International                     | Kapstadt              | Future Series                               |
| 1. – 3. Dezember           | Portuguese Juniors                             | Caldas da Rainha      | Junior International Series                 |
| 2. – 3. Dezember           | Victoria Open                                  | Albert Park           | Open                                        |
| 4. – 6. Dezember           | South Africa Juniors                           | Ekurhuleni            | Junior Future Series                        |
| 5. – 8. Dezember           | World Abilitysport Games                       | Nakhon Ratchasima     | International Level 3                       |
| 4. – 10. Dezember          | 71. Sri-lankische Meisterschaft                | Colombo               | Nationale Meisterschaft                     |
| 5. – 10. Dezember          | Pathumthani Juniors                            | Bangkok               | Junior International Series                 |
| 5. – 10. Dezember          | Guwahati Masters                               | Guwahati              | BWF Super 100                               |
| 5. – 10. Dezember          | Canadian International                         | Markham               | International Challenge                     |
| 6. – 10. Dezember          | Kazakhstan International Series                | Schymkent             | International Series                        |
| 6. – 10. Dezember          | Bangladesh International                       | Dhaka                 | International Challenge                     |
| 8. – 10. Dezember          | Estonian Juniors                               | Tartu                 | Junior International Series                 |
| 11. – 13. Dezember         | Bangladesh Juniors                             | Dhaka                 | Junior International Series                 |
| 11. – 17. Dezember         | Dubai Para Badminton International             | Dubai                 | International Level 2                       |
| 12. – 17. Dezember         | Odisha Open                                    | Cuttack               | BWF Super 100                               |
| 13. – 17. Dezember         | French Guiana International                    | Matoury               | Future Series                               |
| 13. – 17. Dezember         | BWF World Tour Finals                          | Hangzhou              | BWF Event                                   |
| 15. – 17. Dezember         | Slowakische Meisterschaft                      | Kežmarok              | Nationale Meisterschaft                     |
| 20. – 24. Dezember         | 85. Indische Meisterschaft                     | Guwahati              | Nationale Meisterschaft                     |
| 24. – 30. Dezember         | 77. Japanische Meisterschaft                   | Tokio                 | Nationale Meisterschaft                     |
| 29. – 31. Dezember         | US-amerikanische Meisterschaft                 | Morrisville           | Nationale Meisterschaft                     |